# Archives municipales de Bolzano
 (novembre 2023).
Les Archives municipales de Bolzano (Stadtarchiv Bozen en allemand ; Archivio Storico della Città di Bolzano en italien) sont les archives civiques de la ville de Bolzano dans le Tyrol du Sud, en Italie. Elles sont situées dans l'ancien hôtel de ville et conservent des documents de plus de 700 ans d'histoire civique et régionale.

## Histoire

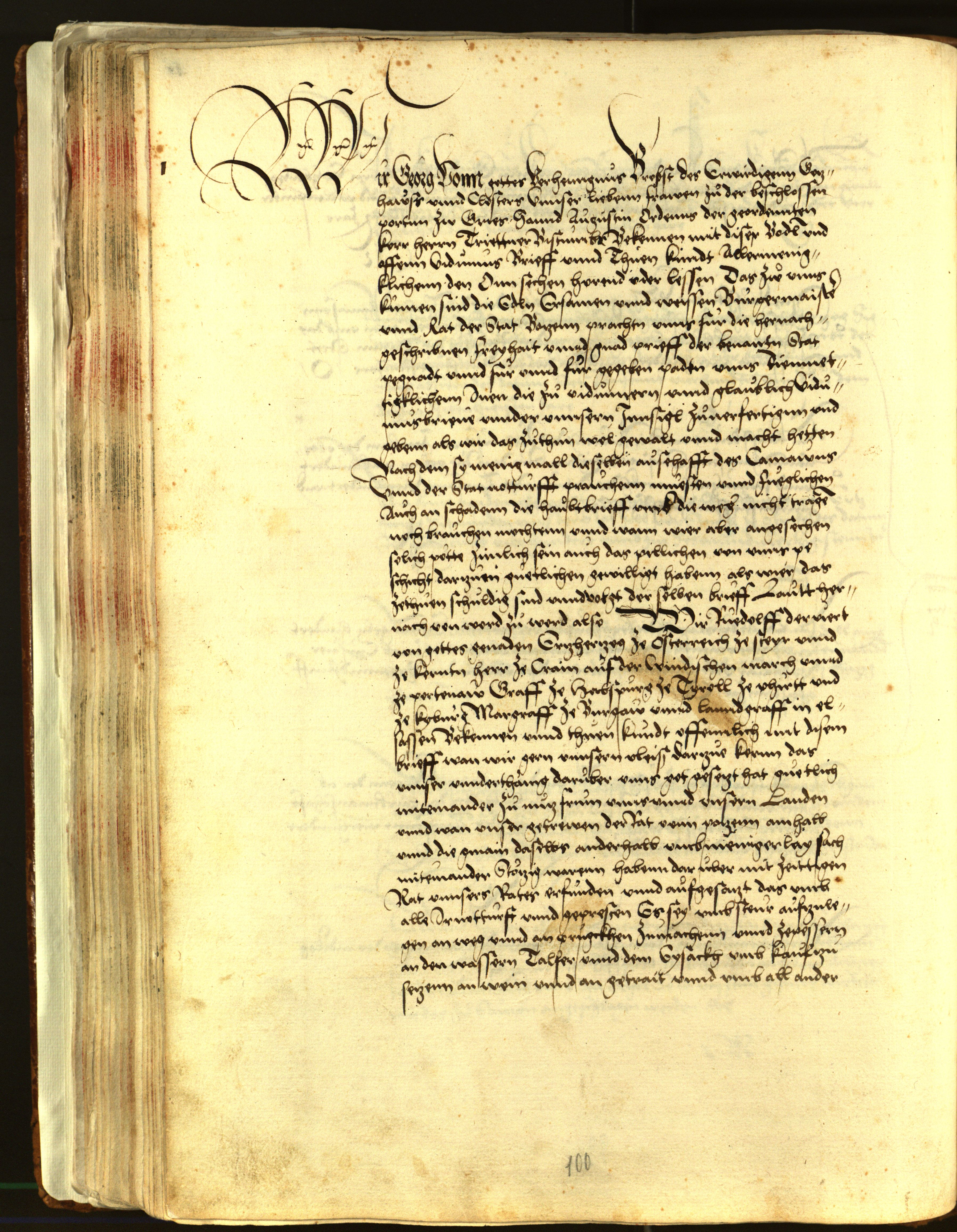
Le soi-disant Stadtbuch, un registre civique qui remonte à 1472-1525, fol. 76v ; ici, il enregistre un privilège civique de 1363 accordé par Rodolphe IV d'Autriche.

Les documents des Archives civiques et leur langue reflètent la complexité et la richesse de l'Histoire des Alpes et surtout de l'histoire du Tyrol du Sud, étant la plus ancienne documentation à partir de la fin du XIIIe siècle écrite exclusivement en latin et en allemand. Uniquement depuis l'annexion du Tyrol du Sud après la Première Guerre mondiale par l'Italie, les documents sont principalement conservés en italien.
Les premières mentions concernant la tenue des registres de Bolzano remontent à la fin du XVe siècle. En 1472, le bourgmestre Konrad Lerhueber a institué le "Stadtbuch" comme le registre officiel des actes juridiques de la ville.
En 1776, le conseil municipal, au nom du bürgermeister Franz von Gumer, décide de rassembler les archives municipales dans l'ancien hôtel de ville et ordonne à l'écrivain public Johann Felix Gigl de collecter les archives.
Comme en 1907, la municipalité a déménagé dans le nouvel hôtel de ville de Bolzano, les documents historiques ont été transférés au Musée civique et enregistrés par l'historien et archiviste autrichien Karl Klaar qui en a fait un inventaire encore valable aujourd'hui. En 2002, l'ensemble de la documentation est retourné à l'ancienne mairie, entre-temps adaptée comme site des archives historiques.

## Fonds
Parmi les nombreux documents conservés, d'un intérêt particulier pour les sciences historiques, on trouve les archives de l'ancien Hôpital du Saint-Esprit (Heilig-Geist-Spital) existant de la fin du XIIIe au XIXe siècle. Les archives des anciennes communautés autonomes de Gries et de Zwölfmalgreien (Dodiciville) sont également conservées par les Archives civiques. Le plus ancien document existant aujourd'hui est un fragment des Commentaires sur les proverbes de Bède le Vénérable.

### Sources et bibliographie
- (de + it) Hannes Obermair, Bozen Süd – Bolzano Nord. Schriftlichkeit und urkundliche Überlieferung der Stadt Bozen bis 1500 / Scritturalità e documentazione archivistica della città di Bolzano fino al 1500, 2 vol., Bozen-Bolzano, Administration municipale de Bolzano, 2005 et 2008, 472 p. et 528 p.  (ISBN 88-901870-0-X) et  (ISBN 978-88-901870-1-8)